# Northern Isles
Northern Isles (Skotsk Northern Isles; Skotsk gælisk Na h-Eileanan a Tuath; norrønt Norðreyjar) er en øgruppe, der består af en kæde af øer ud for Skotlands nordkyst. Klimaet er koldt og tempereret og bliver meget påvirket af de omkringeliggende have. De to primære øgrupper er Shetlandsøerne og Orkneyøerne: Der er i alt 26 beboede øer, hvor landskabet er frodigt nok til landbrug på Orkneyøerne, hvilket står i kontrast til Shetlandsøerne mod nord, hvor økonomien er mere afhængig af fiskeri og olie i de omkringliggende have. Begge har en veludviklet industri inden for alternativ energi. De har også en fælles piktisk og nordisk historie. Begge øgrupper blev absorberet ind i Kongeriget Skotland i 1400, og forblev en del af landet efter dannelsen Kongeriget Storbritannien i 1707, og det senere Storbritannien efter 1801. Øerne spillede en vigtig rolle under første og anden verdenskrig i 1900-tallet.
Turisme er en vigtig del af økonomien for begge øgrupper der hver har deres forhistoriske ruiner, der er en vigtig del af deres attraktioner. Der er regelmæssig forbindelser med både færge og fly til Skotland. Den skandinaviske indflydelse er stadig stor, særligt i lokal folklore og begge har en stærk dialekt, der er påvirket af særligt norsk. Stednavne på øerne er domineret af den nordiske arv, selvom visse fastholder visse præ-keltiske elementer.
60°N 0°Ø / 60°N 0°Ø